# Аладдін і король розбійників
«Аладдін і король розбійників» (англ. Aladdin and the King of Thieves) — американський анімаційний музично-фентезійний фільм 1996 року, створений Walt Disney Television Animation. Це друге продовження мультфільму «Аладдін» 1992 року, яке є останньою главою та частиною франшизи «Арабські ночі» від Disney, починаючи з першого фільму і продовжуючи його першим сиквелом «Повернення Джафара» та мультсеріалом.
Фільм натхненний казкою Алі-Баба і сорок розбійників з «Тисячі й однієї ночі», замінюючи Алі-Бабу на Аладдіна. Вперше у мультфільмі є абсолютно новий саундтрек замість переробленої музики з оригінального фільму, «Повернення Джафара» та серіалу. Цей фільм також знаменує собою повернення актора Робіна Вільямса, який повторив його роль Джина з першого фільму замість Дена Кастелланети, що озвучив його у другому фільмі, серіалі та інших медіа.
Хоча «Аладдін і король розбійників» є фіналом серії, персонажі також з'являються в кросоверному епізоді мультсеріалу «Геркулес» 1999 року під назвою «Геркулес і арабська ніч», а також у Princess Enchanted Tales: Follow Your Dreams 2007 року. Мультфільм отримав змішані або негативні відгуки, хоча він був визнаний кращим у порівнянні з «Повернення Джафара».

## Сюжет
Коли Аладдін і принцеса Жасмін готуються до шлюбу, Аладдін дістає кинджал, його єдину пам'ять про втраченого батька, який покинув сім'ю, коли Аладдін був маленьким дитиною. Під час весільної церемонії пара та гості, що зібралися, опиняються об'єктами рейду сумнозвісних Сорока злодіїв. Їхній лідер, чоловік, який називає себе Королем злодіїв, шукає особливий магічний посох, але після поєдинку з Аладдіном, втрачає його та втікає, обіцяючи повернутися. Вигнавши «Сорок розбійників», Аладдін, Абу, Жасмін і Джин тримають посох та намагаються зрозуміти, навіщо він розбійникам. Коли Яго вголос запитує, чому злодії так хочуть посох, з посоха з'являється Ораку та каже, що ті шукали «кінцевий скарб». Виявляється, що посох є вмістилищем могутньої Оракула, який має право відповісти на одне запитання будь-якої людини. Дізнавшись про це, Аладдін починає цікавитись про своє минуле, але розуміє, що одного запитання йому не вистачить. Оракул натякає йому, що на всі його запитання може відповісти його батько, який досі живий, на превеликий подив Аладдіна. Після підтримки від Жасмін, Аладдін запитує оракула про свого батька; оракул розкриває, що його батько перебуває з Сорока розбійниками, «в пастці їхнього світу».
Аладдін разом з Абу, Яго і Килимом вистежує розбійників і пробирається до їхнього схованку у горі Сезам, де на свій подив виявляє, що його батько, Кассім, насправді сам король розбійників. Незважаючи на те, що Аладдін зустрічається з Кассімом, головний підлеглий Кассіма Са'лук намагається покарати Аладдіна за те, що він потрапив у їх лігво. Кассим, однак, спритно пропонує синові натомість зіткнутися з «Викликом» — ритуалом ініціації, в якому, якщо він переможе одного з Сорока злодіїв, він займе його місце. Са'лук бореться з Аладдіном, але останньому ледве вдається перемогти, скинувши свого супротивника зі скелі в море. Його вітають у групі. тим часом, у палаці Аграби, Жасмін хвилюється з Аладіна, а Джин намагається її розвеселити. Пізніше Кассім відводить сина в своє тамне місце і розповідає, чому він залишив дружину та сина: щоб знайти Руку Мідаса, могутній артефакт, який може перетворити все, до чого він торкнеться, на золото. Кассім вірив, що з Рукою він повернеться до своєї сім'ї і дасть їм життя, яке вони заслуговують, замість того, щоб жити на вулиці, і підбурював набіг, щоб захопити посох оракула і запитати провидця про точне місцезнаходження артефакту. Аладдін переконує Кассіма повернутися з ним в Аграбу, щоб жити чесним життям. Спочатку вагаючись, Кассім нарешті погоджується, коли Яго ненавмисно розкриває, що весілля Аладдіна може стати його останнім шансом отримати Оракула.
Деякий час Кассім радий проводити час зі своїм сином. Кассім зустрічається з Джином, Жасмін і Султаном, і їм він одразу подобається. Однак Кассім вирішує продовжити свій початковий план з Яго в якості нового поплічника. Тим часом Са'лук пробирається до Аграби, розкривається перед Розулом і продає своїх товаришів-злодіїв, сказавши Розулу пароль до їхнього сховку в обмін на імунітет від судового переслідування. Після того, як усіх, крім семи злодіїв, захоплено, Са'лук каже Розулу, що Аладдін є одним із сорока, а його батько Кассім — сам король. Під час спроби викрасти Оракула з палацової скарбниці, Кассім і Яго захоплюються королівською охороною, і Розул розкриває султану, що Кассім — король злодіїв. Султан доручив надовічно затримати Кассіма і Яго в підземеллі. Аладдін звільняє Кассіма, але його виявляє Розул. Незважаючи на те, що він злочинець, Аладдін повертається до палацу, щоб взяти на себе відповідальність за свої дії. Султан готується дати Аладдіну урок, але Джин і Жасмін стають на його захист, заявляючи, що все, що він хоче, це дати батькові другий шанс. Султан приймає його вибачення і прощає Аладдіна, до великого розчарування Розула.
З оракулом в руках, Кассім і Яго повертаються до гори Сезам, але їх захоплюють Са'лук і сім злодіїв, що залишилися. Кассім змушений скористатися вкраденим оракулом, щоб знайти місцезнаходження Руки Мідаса і потім привести туди своїх людей. Оракул спрямовує їх до Зникаючого острова, великої мармурової фортеці, побудованої на спині величезної підводної черепахи, яка періодично пірнає на дно океану. Яго втікає і йде, щоб привести Аладдіна і Жасмін, Абу і Килима до ув'язненого Кассіма. Аладіну вдається звільнити батька і помиритися з ним. Працюючи разом, вони дістають Руку Мідаса. Коли черепаха починає занурюватися, вони потрапляють у засідку Са'лука. Намагаючись піти від повені, Са'лук бере в заручники Аладдіна, вимагаючи від Кассіма звіддати магічний артефакт. Кассім кидає Руку Мідаса Са'луку. Са'лук хапає її — але саме за золоту руку замість бронзової рукоятки — і перетворюється на безживу золоту статую, а Кассім і Аладдін відходять. Розуміючи, що його одержимість Рукою принесла лише неприємності, а його син насправді є його остаточним скарбом, Кассім кидає Руку на корабель з іншими злодіями на борту, перетворюючи його на золото та потопивши.
Тієї ночі Аладдін і Жасмін нарешті одружуються, а Кассім був присутній у тіні, оскільки все ще перебуває в розшуку. Також серед гостей є кілька камео з персонажів серіалу. Яго вирішує на деякий час приєднатися до Кассіма в якості супутника, а Аладдін і Жасмін відправляються ще раз побачити світ разом із Рознощиком, якого бачили на початку першого фільму, який співає «Арабських ночей» і Кассім з Яго вирушають у свою веселу дорогу, до невідомих пригод.

## Озвучення
- Скотт Вайнгер — Аладдін
  - Бред Кейн у ролі Аладдіна (пісні)
- Робін Вільямс — Джин
- Джон Ріс-Девіс у ролі Кассіма
  - Мервін Форд у ролі Кассіма (пісні)
- Лінда Ларкін — принцеса Жасмін
  - Ліз Каллавей у ролі принцеси Жасмін (пісні)
- Гілберт Готфрід у ролі Яго
- Джеррі Орбах у ролі Са'лука
- Френк Велкер — Абу
- Валь Беттін в ролі султана
- Джим Каммінгс у ролі Разула
- CCH Паундер як Оракул

Інших персонажів озвучують Джефф Беннет, Корі Бертон, Джесс Харнелл, Клайд Кусацу та Роб Полсен.

## Виробництво
Після успіху "Повернення Джафара" у січні 1995 року Disney оголосив, що третій фільм вже у виробництві. Пізніше в червні було заплановано випустити домашнє відео в 1996 році. У вересні 1995 року було підтверджено, що Робін Вільямс повторить роль Джина за зарплату в 1 мільйон доларів після того, як він отримав вибачення від Джо Рота за те, що Дізней порушив угоду не використовувати його голос для продажу продуктів, натхнених Аладдіном. З Вільямсом на борту всі записи та анімаційні кадри Дена Кастелланети в ролі Джина були вилучені, а всі сцени з Джином були переписані, щоб відповідати комедійному стилю Вільямса.

### Пісні
| #  | Назва                             | Performer(s)                                     | Тривалість |
| -- | --------------------------------- | ------------------------------------------------ | ---------- |
| 1. | «There's a Party Here in Agrabah» | Robin Williams, Merwin Foard & Gilbert Gottfried |            |
| 2. | «Out of Thin Air»                 | Liz Callaway & Brad Kane                         |            |
| 3. | «Welcome to the Forty Thieves»    | Merwin Foard & Chorus                            |            |
| 4. | «Father and Son»                  | Robin Williams                                   |            |
| 5. | «Are You In or Out?»              | Jerry Orbach & Chorus                            |            |
| 6. | «Arabian Nights (Reprise)»        | Bruce Adler                                      |            |

### Адаптація
Дві комічні екранізації фільму надійшли у продаж у вересні 1996 року.
- Перший був у Marvel Comics Disney Comic Hits #13.
- Другий був у Disney Adventures томі 6 #12.

## Реліз
Після виходу фільм супроводжувався маркетинговою кампанією на суму понад 70 мільйонів доларів з комерційними зв'язками з Best Western, Welch's, Chuck E. Cheese's, Tropicana, Reese's, Hershey's, TGI Fridays, Red Lobster, Friendly's, SEGA., Hasbro, Dairy Queen, Popeyes, Wendy's, Mattel, McDonald's, Scholastic, General Mills, Wawa, Kellogg's, Mars, Nestlé, Cadbury, Holiday Inn Express, Holiday Inn, Days Inn, Capcom, Dura Kodzer and Kodak.

### Домашні медіа
На момент виходу «Король розбійників», як повідомлялося, перевищував продажі «Повернення Джафара», але Disney відмовився розкривати фактичні дані про продажі. У 1996 році в США було продано 10.3 мільйона одиниць фільму, що принесло принаймні US$130,000,000 ($Шаблон:Inflation in 2025) доходу від продажів. У 1996 році це був шостий найбільш продаваний відеоролик у Сполучених Штатах.
18 січня 2005 року фільм був перевипущений у вигляді спеціального видання DVD та VHS, у той же день, що й попередній фільм, при цьому DVD-версія отримала цифрово відновлену картинку, перероблений звук, дві додаткові ігри та бонусну функцію за кадром. Однак у фільмі було створено анаморфне широкоекранне співвідношення 1,85:1 (співвідношення сторін, яке Disney рідко використовував для телевізійної анімації в той час). У січні 2008 року DVD знову потрапив у сховище Disney разом з двома іншими фільмами серії. "Аладдін і король розбійників " разом із "Поверненням Джафара" був випущений на Blu-ray/DVD/Digital HD Combo Pack 5 січня 2016 року як ексклюзив Disney Movie Club у Північній Америці (з обома фільмами, в 1,78:1 широкоекранному форматі цього разу).

## Критика
На основі 12 рецензій, зібраних Rotten Tomatoes, фільм отримав 33 % схвалення від критиків із середнім балом 4,84/10. Керін Джеймс з The New York Times оцінила продовження як "набагато краще, ніж Повернення Джафара", водночас визнавши, що "відео має деякі інші слабкі місця, але вони навряд чи мають значення, коли "Аладдін і король розбійників «настільки сповнений жартів і пригод». Скотт Блейкі з Chicago Tribune написав, що історія стає нудною через годину, і замість цього рекомендував «Дурень і літаючий корабель». The Washington Post стверджує, що фільму не вистачає тривалого резонансу та незабутніх візуальних моментів Disney великобюджетних робіт. «По суті, фільм можна порівняти з іншими відомими анімаційними фільмами, такими як „Принцеса-Лебідь“ та „Балто“ — досить добре, але не зовсім Disney».

## Скасовані продовження
У 2005 році сценарист Роберт Ріс представив керівникам DisneyToon четвертий фільм про Аладдіна, хоча його так і не було реалізовано.